# Саксония-Айзенберг
Херцогството Саксония-Айзенберг (на немски: Herzogtum Sachsen-Eisenberg) е ернестинско херцогство в Североизтока на днешната свободна държава Тюрингия в Германия. То съществува от 1680 до 1707 г. със столица Айзенберг.

## История
Образува се през 1680 г. чрез наследствена подялба между седемте сина на херцог Ернст I „Благочестиви“ от Саксония-Гота († 26 март 1675) от Ернестинската линия на род Ветини. Херцогството Саксония-Айзенберг е дадено на петия му син Християн.
От 1680 до 1692 г. тамошният замък е преустроен на барок-двореца Христианов замък. Построява се дворцова църква, която е най-красивата барок-църква на Тюрингия. Със смъртта на бездетния херцог Християн през 1707 г. херцогството престава да съществува и попада към Саксония-Гота-Алтенбург.

## Херцог
- 1681 – 1707 Християн (1653 – 1707), син на Ернст I фон Саксония-Гота-Алтенбург и Елизабет София фон Саксония-Алтенбург (1619 – 1680), дъщеря на херцог Йохан Филип от Саксония-Алтенбург.